# Pianolist

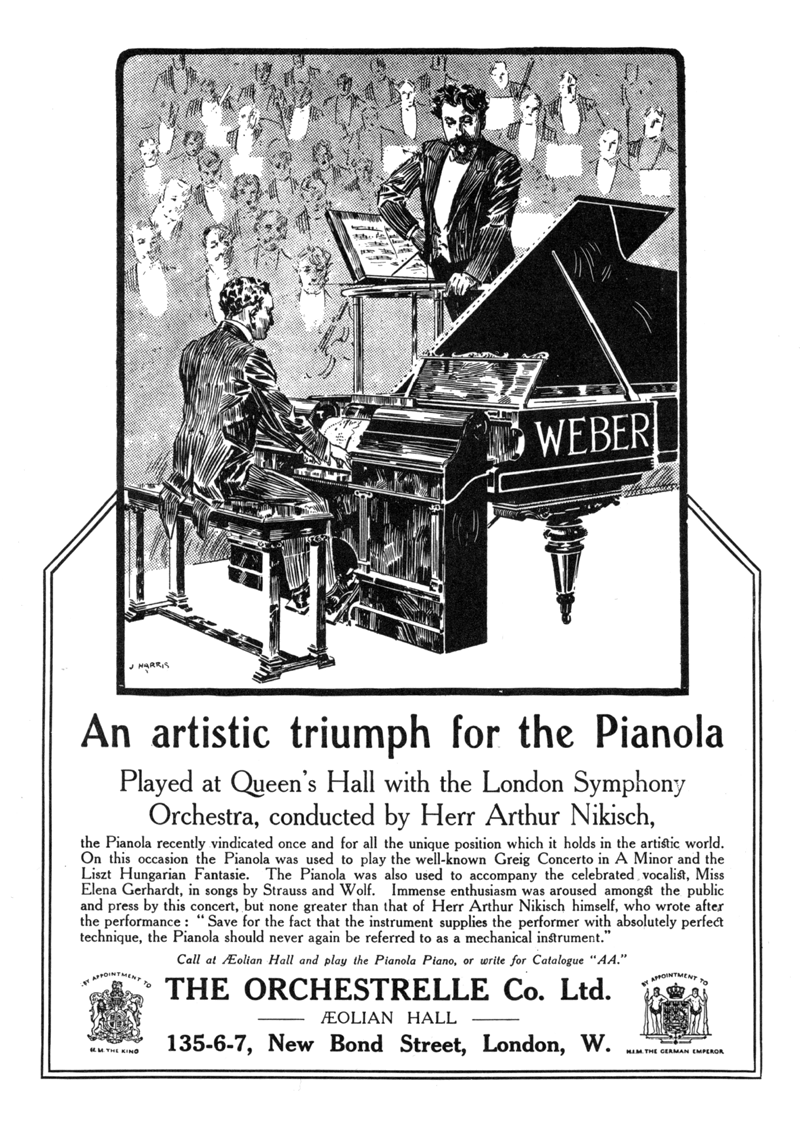
Pianolisten-Konzert in der Queens Hall in London 1912, Dirigent Arthur Nikisch mit dem London Symphony Orchestra

Der Pianolist war ein Beruf oder eine Tätigkeit, die zur Aufgabe hatte, auf einem Pianola die Musik einer von Musikeditoren gezeichneten Notenrolle lebendig, dem Spiel eines Pianisten nahekommend, aufzuführen.
Solchen Notenrollen fehlt naturgemäß jede künstlerische Note, denn hier waren einfach Töne den Noten nach aneinandergereiht.
Die Tätigkeit oder den Beruf des Pianolisten gibt es heute nicht mehr. Seit den späten 1930er-Jahren hat die elektro-akustische Wiedergabe von Musik die Tradition der mechanischen Musikinstrumente völlig abgelöst und machte damit auch den Beruf des Pianolisten entbehrlich.
Zum Verständnis dieser Tätigkeit muss man sich mit der technischen Entwicklung der Reproduktion von Musik, speziell der von Klaviermusik, auseinandersetzen. Beim seit etwa 1900 produzierten Pianola oder Kunstspielklavier wurde das Musikstück durch gelochte Papierstreifen, die sogenannte Notenrolle, gelegentlich Klavierrolle genannt, auf das Instrument übertragen. Diese Rollen waren auswechselbar und im Musikalienhandel zu erwerben.

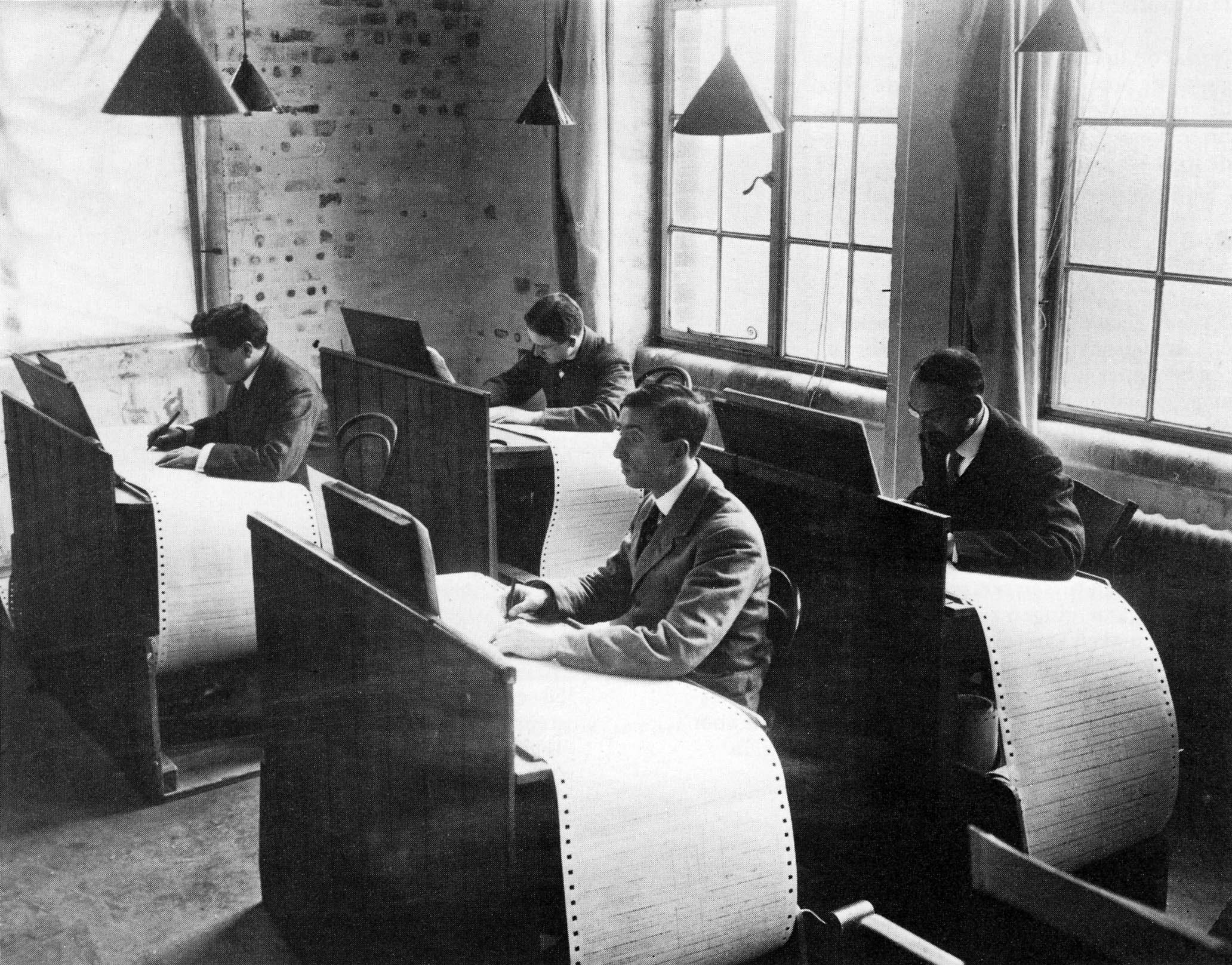
Notenzeichner für Pianola-Rollen im Londoner Werk der Aeolian Company

Die Musik wurde nicht von Pianisten aufgenommen, sondern wurde durch Musikeditoren oder Musikzeichner nach der Partitur direkt auf eine Notenrolle übertragen. Die Noten wurden mit einem Bleistift auf eine leere Mutterrolle gezeichnet und von Hilfskräften mit Hämmern und verschiedenen Stanzwerkzeugen in die Notenrolle gestanzt, die naturgemäß keinen künstlerischen Charakter besaß, sie gab nur die Tonreihe ohne Lautstärkeänderung und Akzentuierung wieder. Eine dynamische Wiedergabe konnte diese  „gezeichnete Rolle“ nicht bieten, da ihr im Gegensatz zu den Rollen fürs Reproduktionsklavier Spuren für die Dynamik fehlten.
Die musikalische Interpretation des Stückes war alleinige Sache des Pianolisten.

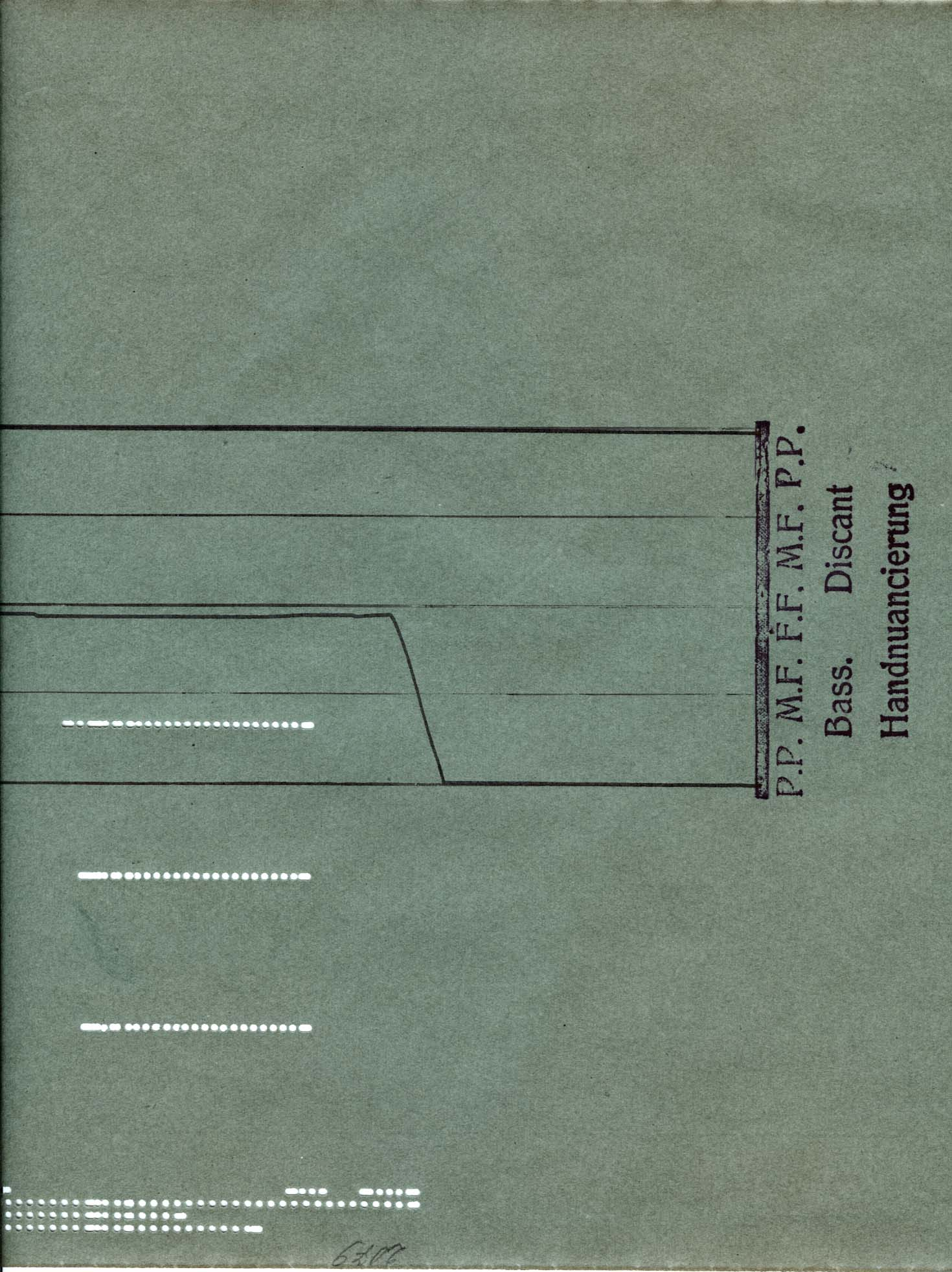
Welte-Notenrolle für Reproduktionsklavier im Format der Buffalo Convention, mit Zusatzlinien für die Handbetonung zum Spiel auf Fremdfabrikaten ohne Reproduktionseinrichtung

Es gab verschiedene Hersteller von automatischen Klavieren, jeder hatte seine eigene Regelung für die Wiedergabe. So wie ein erfahrener Autofahrer mit den von Fabrikat zu Fabrikat unterschiedlichen Schaltern, mit Links- und Rechtssteuerung, automatischem und handgeschaltetem Getriebe, Blinker und Scheibenwischer  und sonstigen Schaltern kreuz und quer über das ganze Armaturenbrett zurechtkommen muss, so musste ein Pianolist erlernen, mit den von Hersteller zu Hersteller verschiedenen Regelungen für Tempo, Lautstärke und Pedale zurechtzukommen. Das am meisten verbreitete System waren die Instrumente der Aeolian Company, eben die „Pianolas“ und „Pianola Pianos“ sowie die Phonolas der Ludwig Hupfeld AG aus Leipzig.
Erst beim 1905 von M. Welte & Söhne, später auch von anderen Herstellern produzierten Reproduktionsklavier wurden Musikstücke von mehr oder weniger berühmten Pianisten auf speziellen Aufnahmeapparaten live aufgenommen und weitgehend originalgetreu wiedergegeben.

## Die Regler für das Pianola
Der motorische Antrieb des Pianola erfolgt durch Unterdruck, also Saugluft. Dieser wird durch zwei Tretpedale erzeugt, die zwischen den normalen Klavierpedalen sind.
Die Hauptaufgabe der Tretpedale ist die, eine musikalische Dynamik, also eine künstlerische Wiedergabe, herzustellen, die beim Pianola nicht automatisch stattfindet. Der Spieler beeinflusst durch schwächeres oder stärkeres Treten die Saugluft bzw. die Höhe des Vakuums und damit die Anschlagstärke der Pneumatik.
Die damit erzeugte Dynamik sollte nicht stufenförmig sein, sondern eine flüssige Mischung von Akzenten und Subakzenten sein, die eine Grundlautstärke überlagern. Akzente werden durch einen Klick mit dem Fuß gesetzt, auch ist hier wiederum die Parallele zum Dirigenten vorhanden, wo der Taktschlag bei stark akzentuierter Musik mehr hervortritt.
Der wichtigste Regler ist der für das Tempo. Die Grundeinstellung dieses Reglers bestimmt zwar das Grundtempo für ein Musikstück, aber vor der Erfindung des Computers wurden Musikstücke mit teilweise extremen Temposchwankungen Rubato gespielt. Mit dem Temporegler lassen sich Accelerandi oder Ritardandi erzielen.
Die anderen Handregler sind für die Pedale, da die Füße des Pianolisten ja andere Tätigkeiten ausüben.
Zwei weitere regulieren die Dynamik zwischen Diskant und Bass. Die Pneumatik des Kunstspielklaviers ist meistens in zwei Hälften, also in zwei Windladen geteilt, normalerweise zwischen e' und f'. Diese beiden Regler können nun das Vakuum und damit die Lautstärke in Bass und Diskant getrennt weiter beeinflussen.

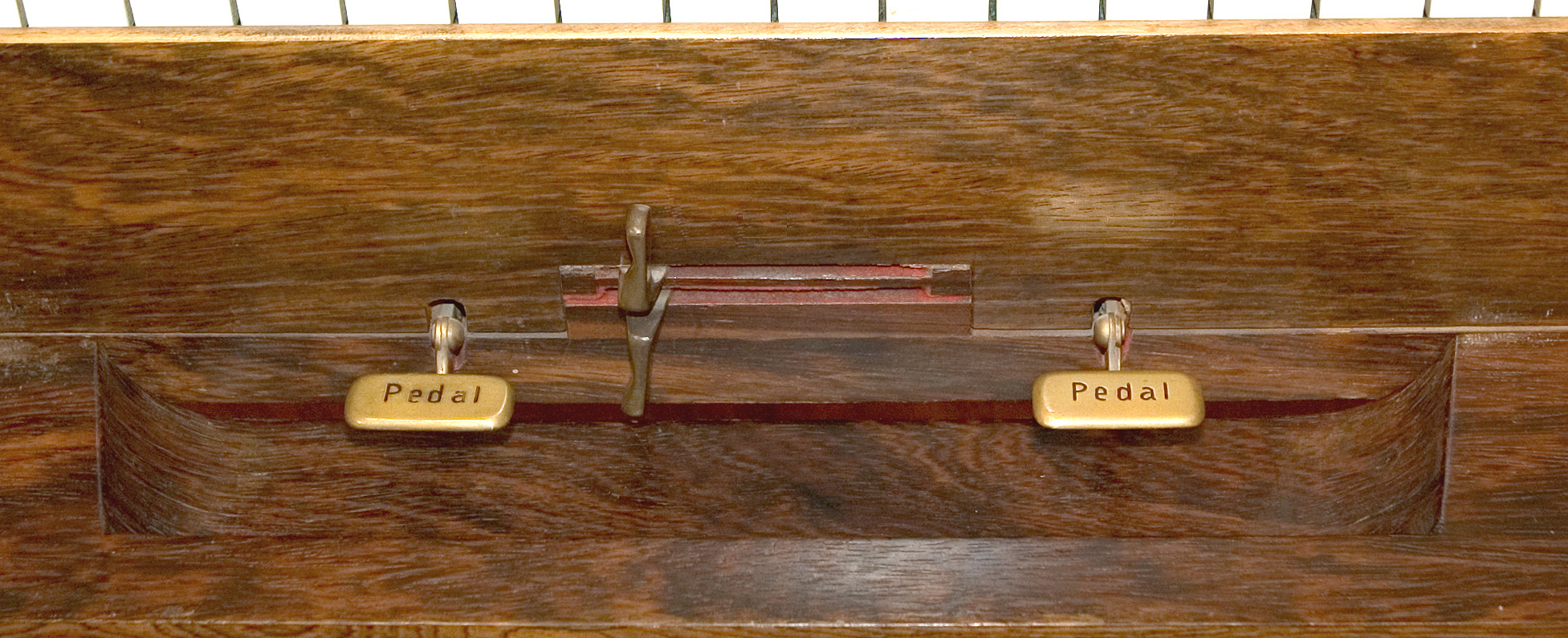
Kontrollhebel für die linke Hand

Ein weiterer Regler ist eine ausschaltbare automatische Regelung für das Sostenuto-Pedal durch Lochungen in der Notenrolle, um dem ungeübten Pianola-Spieler dessen Bedienung über den Handhebel abzunehmen.
Bestimmte Regler sind nur an Aeolian-Pianolas vorhanden, Metrostyle genannt. Indem man den Temporegler einer auf der Rolle rot aufgezeichneten Linie folgend hin- und herschob, konnte ein vorgegebenes Rubato erreicht werden. Dies ist bestimmt nicht die ideale Wiedergabe, hat aber größere Bedeutung bei Rollen, bei denen diese Linie unter der Überwachung bzw. nach den Vorgaben des Komponisten gezeichnet wurde. Edward Elgar beispielsweise „metrostylte“ Rollen seiner 1. Symphonie, die frühesten Aufnahmen eines seiner größeren Werke.
Andere Firmen kennzeichneten ihre Rollen später allerdings ähnlich.
Des Weiteren gibt es noch Schalter für den Rollentransport, für PLAY wie Spiel und REROLL für den Rücklauf.
Ein nicht bei allen Instrumenten vorhandener Schalter ist ein Regler, der die Dynamik steuern half.  Bei Aeolian hieß er „Themodist“, bei Hupfeld „Solodant“, bei Wilcox & White „Melodant“, andere Firmen hatten ähnlich klangvolle Namen dafür.
Im Wesentlichen erlaubt der Themodist oder Solodant, Akzente mit größerer Präzision zu setzen, und führt die Lautstärke bei komplexen Passagen schneller auf die Basis zurück.
Er wird durch spezielle Lochungen in der Rolle ausgelöst, synchron zu einer Note im Bass oder Diskant.
Diese Beschreibung ist deutlich vereinfacht. Das Pianola oder Kunstspielklavier ist ein einfaches Instrument für den Anfänger, wird aber zunehmend schwieriger zu spielen, wenn man eine gute musikalische Aufführung anstrebt.